# Балк, Александр Павлович
Александр Павлович Балк (7 (19) февраля 1866 — 20 октября 1957, Сан-Паулу, Бразилия) — русский государственный деятель, военачальник. Офицер лейб-гвардии Волынского полка, генерал-майор. Участник Гражданской войны на стороне Белого движения. Петроградский градоначальник во время Февральской революции. 

## Биография
Окончил 1-й кадетский корпус и Павловское военное училище (1886). Выпущен подпоручиком в 16-й пехотный Ладожский полк. В 1887 году переведён в лейб-гвардии Волынский полк.
С 1903 года — и.д. помощника Варшавского обер-полицеймейстера. С 31 декабря 1906 года — помощник Варшавского обер-полицеймейстера. В 1915 году, после занятия Варшавы германскими войсками, переведён в Москву, продолжая числиться помощником Варшавского обер-полицеймейстера.
C 10 ноября 1916 года — градоначальник Петрограда. В этот период в столице предпринят ряд активных мер для устранения забастовок и перебоев в снабжении продовольствием, проведено обучение полицейских вождению трамваев и налажено движение городского транспорта, открыто движение по Дворцовому мосту через Неву.
24 февраля 1917 года вся полнота власти в городе передана командующему войсками Петроградского военного округа генерал-лейтенанту С. С. Хабалову.
Смещён с должности и арестован во время Февральской революции. Находился в заключении в Петропавловской крепости. В июне 1917 года по решению Временного правительства освобождён.
Участник Белого движения в Добровольческой армии и Вооружённых силах Юга России. В начале 1918 года находился в Ставрополе. В декабре 1919 года — марте 1920 года эвакуирован из Крыма в Салоники. В мае 1920 года — в Югославии. Возглавлял объединение Волынского полка. Являлся начальником Белградского отдела Общества русских офицеров в Югославии.
После 1945 года — в Бразилии. Умер в 1957 году в Сан-Паулу.

## Сочинения
- Гибель царского Петрограда: Февральская революция глазами градоначальника А. П. Балка // Русское прошлое: Ист.-док. альм. Л., 1991. № 1. С. 7-72.